# Стефан ел Шарави
Стефан ел Шарави (итал. Stephan El Shaarawy; арап. ستيفان الشعراوي; Савона,
27. октобар 1992) италијански је фудбалер који тренутно наступа за Рому на позицији нападача. Сениорску каријеру почео је у Ђенови, а након позајмице у Падови, купио га је Милан. Након тога наступао је за Монако, Рому и Шангај Шенхуа, а 2021. се вратио у римски клуб. Надимак му је Фараон (итал. Il Faraone), због египатских корена.
Ел Шарави је члан националног тима Италије. Дебитовао за сениорски тим у августу 2012. у пријатељском мечу против Енглеске, а три месеца после тога Шарави је постигао свој први гол у мечу против Француске.

## Ранији живот
Ел Шарави је рођен у Савони, отац му је Египћанин, а мајка Италијанка. Он себе сматра муслиманом, али не поштује Рамазан.

## Каријера

### Ђенова
21. децембра 2008. године, са 16 година и 55 дана, ел Шарави је имао свој дебитантски наступ, када је ушао као замена за повређеног Јанковића, одиграо десет минута у Серији А на мечу против Кјева и тако постао најмлађи дебитант у Серији А у историји Ђенове.

### Падова (позајмица)
У јуну 2010. године био је позајмљен Падови за сезону 2010/11 у Серији Б. У том периоду у Падови, он је брзо постао кључни елемент тима, где је са 9 голова на 30 одиграних утакмица, водио клуб из покрајине Венето до финала плеј-офа, где су изгубили од Новаре. Био је изабран за играча године у Серији Б у 2011. години због сјајних игара у Падови.

### Милан

#### Прелаз у први тим (2011—12)
Ел Шарави је 25. јуна 2011. прешао у Милан, а Ђенова је за уговор о сувласништву добила новац и сувласништво над Александером Меркелом. У првој сезони у Милану, Шарави је имао јаку конкуренцију на својој позицији у виду Ибрахимовића, Касана, Робиња и Пата, што је утицало на његов број наступа. 18. септембра 2011. године дебитовао је за Милан на стадиону Сан Паоло у поразу од 3:1 од Наполија у Серији А. Три дана касније постигао је свој први погодак, када је ушао као замена за повређеног Пата, у мечу против Удинезеа, који је завршен 1:1. У првих шест месеци су се водиле полемике да би могао да буде позајмљен неком клубу, али у договору тренера Масимилијана Алегрија и Адријана Галијанија одлучено је да он ипак остане у клубу. Тада је Шарави почео знатно да напредује и да буде један од најбоље оцењених младих фудбалера у Италији. 8. фебруара 2012. године постигао је гол у поразу од Јувентуса од 1:2 у Купу Италије. До краја прве сезоне у Милану Ел Шарави је забележио 28 наступа, на којима је постигао 4 гола.

#### Сезона пробоја (2012—13)
25. јула 2012. године потписао нови петогодишњи уговор и тако се обавезао на сарадњу са Росонерима до 2017. године, који су откупили Ђеновин удео у сувласништву. Прелазак Ибрахимовића у ПСЖ и Касана у Интер, као и повреде Робиња и Пата, натерале су тренера Алегрија да Шаравију да већи број прилика да покаже своје фудбалско умеће, што је он и искористио. 3. октобра 2012. године постигао је дебитантски погодак у Лиги шампиона против Зенита и тада је имао 19 година и 342 дана и тако постао најмлађи Миланов стрелац у овом такмичењу. 30. октобра, на гостовању код Палерма, донео је бод Милану, изједначујућим голом у осамдесетом минуту. Са два поготка ел Шаравија у дербију против Наполија у новембру 2012. године, Милан је освојио бод у гостима, иако је губио са 0:2, а одлична форма је потврђена са два гола у победи над Катанијом. Ел Шарави је фантастичну полусезону окончао са 14 погодака.
Долазак Балотелија у клуб крајем јануара 2013. године, који је повукао одређене тактичке измене у игри Милана, као и пад форме, утицао је на учинак Шаравија, који је на 20 утакмица другог дела сезоне, постигао само 2 гола у Серији А, чиме је сезону окончао са 16 лигашких голова. Један од голова у другом делу сезоне био је онај 24. фебруара 2013. године, у дербију против Интера, који је завршен нерешено (1:1). Недуго после тога потписао је нови уговор са клубом, којим је продужио сарадњу до 2018. године. И поред лоше полусезоне Шарави је имао подршку клуба, који је одбацио могућност његовог трансфера.

#### Сезоне погођене повредама (2013—15)
20. августа 2013. Шарави је постигао гол за Милан против ПСВ Ајндховена у првој утакмици плеј-офа за Лигу шампиона, што је био његов први погодак у такмичарској утакмици још од дербија са Интером у фебруару. Након што је од почетка септембра одсуствовао због повреде бутног мишића, нова повреда пре повратка, овај пут левог стопала, одвојила је ел Шаравија од терена на дужи период. Како опоравак није ишао по плану, клуб је одлучио да га у децембру 2013. године пошаље на операцију, због које је одсуство продужено за још 10 недеља. На терен се вратио тек 11. маја 2014. године, када је одиграо друго полувреме у поразу од Аталанте од 2:1.
8. новембра 2014. године, Шарави је поготком против Сампдорије, прекинуо голгетерски пост у лиги, који је трајао 622 дана. У јануару 2015. године ел Шарави је доживео повреду десног стопала, због које је првобитно требало да 2 месеца одсуствује са терена. Ипак, опоравак је трајао 4 месеца, након чега је ел Шарави повратак на терен, 24. маја 2015. године, обележио са два гола Торину, у победи од 3:0. У ове две сезоне, у којима је имао проблеме са повредама, Шарави је одиграо укупно само 28 утакмица.

### Монако
У јулу 2015. године Шарави је, са намером да поврати форму, отишао на позајмицу у Монако до краја сезоне, са опцијом обавезног откупа уговора ако одигра 25 утакмица.
У јануару 2016. године, након одигране 24 утакмице, Монако је објавио да не рачуна на ел Шаравија и да у сарадњи са Миланом, договара његов прелазак у други клуб. Шаравијев голгетерски учинак у Монаку била су три гола у европским такмичењима.

### Рома
У јануару 2016. године Рома је позајмила ел Шаравија до краја сезоне. На дебију за Рому против Фрозинонеа, 30. јануара 2016. године, Шарави је постигао гол, у победи од 3:1. Месец дана касније, са два гола донео је Роми три бода са гостовања у Емполију. Ел Шарави је наставио са одличним играма за Рому и до краја сезоне постигао је 8 голова на 16 утакмица. Захваљујући томе Рома је активирала клаузулу из уговора о позајмици и на крају сезоне откупила је ел Шаравија од Милана за 13 милиона евра, који је потписао петогодишњи уговор.
24. априла 2017. године Шарави је забележио чак три асистенције у гостујућој победи Роме над Пескаром од 4:1. Сезону 2016/17. Шарави је окончао са 12 постигнутих голова, што је био његов најбољи учинак још од сезоне 2012/13 у Милану, којом се пробио на велику сцену.
28. октобра 2017. године Шарави је одличним голом из волеја донео победу Роми над Болоњом (1:0), а одличну форму потврдио је три дана касније, када је постигао два гола у победи над Челсијем (3:0) у Лиги шампиона. До краја сезоне Шарави је постигао 9 голова за Рому.
11. новембра 2018. године постигао је два гола у победи над Сапмпдоријом од 4:1. Шаравијев голгетерски учинак на крају сезоне 2018/19. опет је био двоцифрен са 11 голова.

### Шангај Шенхуа
У јулу 2019. године, ел Шарави је прешао у Шангај Шенхуу, у трансферу вредном 16 милиона евра. У децембру 2019. године Стефан је са Шангајем освојио кинески ФА куп, када су били бољи од Шандонг Луненга (0:1, 3:0), где је у реваншу постигао други гол за Шангај.

### Рома
У јануару 2021. године, ел Шарави се вратио у Рому, потписавши уговор као слободан играч.

## Интернационална каријера
Стефан је могао да игра за фудбалску репрезентацију Египта, али није јер је тадашњи тренер Хасан Шехата рекао да сваког Египћанина који игра у иностранству то не квалификује да игра за репрезентацију. Овај коментар је котрадикторан Шаравијевој изјави да одбио Египатску фудбалску федерацију јер му је жеља да игра за Италију.

### Млађе селекције
Шарави је прво наступао за репрезентације Италије до 17 година, са којом је наступио на европском и светском првенству, а касније је наступао и за репрезентацију до 21. године.

### Сениор
За сениорску репрезентацију дебитовао је 15. августа 2012, у пријатељском мечу против Енглеске, у поразу од 2:1. Први гол постигао је 14. новембра 2012. године против Француске у поразу од 2:1.
Са репрезентацијом је учествовао на Купу конфедерација 2013. године. Играо је на утакмици групне фазе против Бразила, који је Италија изгубила са 4:2, а на утакмици за треће место против Уругваја, коју су азури добили након једанаестераца, ел Шарави је био један од стрелаца у пенал серији.
Повреде у сезони 2013/14, због којих је пропустио већину утакмица, су коштале Шаравија места у репрезентацији на светском првенству у Бразилу 2014. године.
10. октобра 2015. године постигао је гол за репрезентацију након скоро 3 године, у победи над Азербејџаном, захваљујући којој се Италија пласирала на европско првенство.
Стефан је био члан репрезентације на европском првенству 2016. године, где је наступио само на утакмици против Ирске, када је ушао са клупе у задњних двадесетак минута.
15. октобра 2019. Шарави је постигао гол за Италију против Лихтенштајна (5:0) у квалификацијама за Европско првенство 2020. године, што је била његова прва утакмица за репрезентацију после 2017. године и пораза од Шведске у плеј-офу за светско првенство. 7. октобра 2020. године постигао је два гола на пријатељској утакмици против Молдавије, у победи од 6:0.

## Покровитељство
У 2012. години Шарави је потписао спонзорски уговор са америчком кућом спортске опреме Најки. Појављује се у новој реклами Најка за Зелену брзину 2 заједно са Мариом Гецеом, Еданом Азаром, Кристијаном Ериксеном и Тиом Волкотом.
Ел Шарави се са Месијем нашао на омоту италијанске верзије видео-игре ФИФА 14.

## Статистика

### Клупска
Ажурирано  11. марта 2021. године
| Клуб               | Сезона            | Лига    | Лига   | Куп     | Куп    | Лига Куп | Лига Куп | Континентално | Континентално | Остало  | Остало | Укупно  | Укупно |
| Клуб               | Сезона            | Наступа | Голова | Наступа | Голова | Наступа  | Голова   | Наступа       | Голова        | Наступа | Голова | Наступа | Голова |
| ------------------ | ----------------- | ------- | ------ | ------- | ------ | -------- | -------- | ------------- | ------------- | ------- | ------ | ------- | ------ |
| Ђенова             | 2008–09           | 1       | 0      | 0       | 0      | —        | —        | —             | —             | —       | —      | 1       | 0      |
| Ђенова             | 2009–10           | 2       | 0      | 0       | 0      | —        | —        | 0             | 0             | —       | —      | 2       | 0      |
| Ђенова             | Укупно            | 3       | 0      | 0       | 0      | —        | —        | 0             | 0             | —       | —      | 3       | 0      |
| Падова (позајмица) | 2010–11           | 29      | 9      | 1       | 0      | —        | —        | —             | —             | —       | —      | 30      | 9      |
| Милан              | 2011–12           | 22      | 2      | 4       | 2      | —        | —        | 2             | 0             | 0       | 0      | 28      | 4      |
| Милан              | 2012–13           | 37      | 16     | 1       | 1      | —        | —        | 8             | 2             | —       | —      | 46      | 19     |
| Милан              | 2013–14           | 6       | 0      | 0       | 0      | —        | —        | 3             | 1             | —       | —      | 9       | 1      |
| Милан              | 2014–15           | 18      | 3      | 1       | 0      | —        | —        | —             | —             | —       | —      | 19      | 3      |
| Милан              | Укупно            | 82      | 21     | 6       | 3      | —        | —        | 13            | 3             | 0       | 0      | 101     | 27     |
| Монако (позајмица) | 2015–16           | 15      | 0      | 0       | 0      | 0        | 0        | 9             | 3             | —       | —      | 24      | 3      |
| Рома (позајмица)   | 2015–16           | 16      | 8      | —       | —      | —        | —        | 2             | 0             | —       | —      | 18      | 8      |
| Рома               | 2016–17           | 32      | 8      | 4       | 2      | —        | —        | 8             | 2             | —       | —      | 45      | 12     |
| Рома               | 2017–18           | 33      | 7      | 1       | 0      | —        | —        | 10            | 2             | —       | —      | 44      | 9      |
| Рома               | 2018–19           | 28      | 11     | 1       | 0      | —        | —        | 4             | 0             | —       | —      | 33      | 11     |
| Рома               | Укупно            | 109     | 34     | 5       | 2      | —        | —        | 24            | 4             | —       | —      | 139     | 40     |
| Шангај Шенхуа      | 2019              | 10      | 1      | 3       | 3      | —        | —        | —             | —             | —       | —      | 13      | 4      |
| Шангај Шенхуа      | 2020              | 6       | 0      | 0       | 0      | —        | —        | 0             | 0             | 0       | 0      | 6       | 0      |
| Шангај Шенхуа      | Укупно            | 16      | 1      | 3       | 3      | —        | —        | 0             | 0             | 0       | 0      | 19      | 4      |
| Рома               | 2020–21           | 4       | 0      | 0       | 0      | —        | —        | 3             | 1             | —       | —      | 7       | 1      |
| Укупно у каријери  | Укупно у каријери | 259     | 65     | 16      | 8      | 0        | 0        | 49            | 11            | 0       | 0      | 325     | 84     |

1. 1 2 3 4 5 6  Наступи у Лиги шампиона
2. ↑  3 наступа и 1 гол у Лиги шампиона, 6 наступа и 2 гола у Лиги Европе
3. ↑  Наступи у Лиги Европе

### Репрезентативна
Ажурирано 15. новембра 2020. године
| Репрезентација | Година | Наступа | Голова |
| -------------- | ------ | ------- | ------ |
| Италија        | 2012   | 3       | 1      |
| Италија        | 2013   | 7       | 0      |
| Италија        | 2014   | 1       | 0      |
| Италија        | 2015   | 6       | 1      |
| Италија        | 2016   | 3       | 1      |
| Италија        | 2017   | 3       | 0      |
| Италија        | 2018   | 0       | 0      |
| Италија        | 2019   | 2       | 1      |
| Италија        | 2020   | 3       | 2      |
| Укупно         | Укупно | 28      | 6      |

У колонама прво су приказани голови Италије, у колони резултат приказан је резултат након Шаравијевог гола
| Бр. | Датум             | Стадион                                  | Противник   | Резултат | Коначан | Такмичење                                |
| --- | ----------------- | ---------------------------------------- | ----------- | -------- | ------- | ---------------------------------------- |
| 1   | 14. новембар 2012 | Стадион Енио Тардини, Парма, Италија     | Француска   | 1:0      | 1–2     | Пријатељска утакмица                     |
| 2   | 10. октобар 2015  | Стадион Тофик Бахрамов, Баку, Азербејџан | Азербејџан  | 2:1      | 3–1     | Квалификације за европско првенство 2016 |
| 3   | 29. март 2016     | Алијанц арена, Минхен, Немачка           | Немачка     | 1:4      | 1–4     | Пријатељска утакмица                     |
| 4   | 15. октобар 2019  | Рајнпарк стадион, Вадуц, Лихтенштајн     | Лихтенштајн | 4:0      | 5–0     | Квалификације за европско првенство 2020 |
| 5   | 7. октобар 2020   | Стадион Артемио Франки, Фиренца, Италија | Молдавија   | 3:0      | 6:0     | Пријатељска утакмица                     |
| 6   | 7. октобар 2020   | Стадион Артемио Франки, Фиренца, Италија | Молдавија   | 5:0      | 6:0     | Пријатељска утакмица                     |

## Трофеји

### Клупски

#### Милан
- Суперкуп Италије (1) : 2011.

#### Шангај Шенхуа
- Кинески ФА куп (1) : 2019.

#### Рома
- УЕФА Лига конференције (1) : 2021/22.

### Репрезентативни

#### Италија
- Куп конфедерација (треће место): 2013.

## Занимљивости
Ел Шарави је навијач Милана од малих ногу, а поред Роналдиња, који му је био први идол, највише се угледао на Каку.
Шарави је колекционар дресова.